# Carl Theodor Zahle
Carl Theodor Zahle (19. ledna 1866, Roskilde – 3. února 1946, Kodaň) byl dánský politik, představitel silně pacifistické Radikální liberální strany, k jejímž zakladatelům v roce 1905 patřil. Byl premiérem Dánska v letech 1909-1910 a 1913-1920. V období 1909–1910, 1913–1920 a 1929–1935 byl ministrem spravedlnosti. V letech 1936-1939 byl předsedou horní komory parlamentu (Landstingu).
Vystudoval práva, absolvoval roku 1890. Již na studiích se politicky angažoval, když protestoval proti svévolnému postupu konzervativního premiéra J. B. S. Estrupa, jenž po prohraných volbách roku 1885 neodstoupil a vládl s pomocí krále až do roku 1894. Roku 1895 byl spoluzakladatelem Levicové reformí strany (Venstre Reform), avšak po nesouhlasu s vůdcem strany J. C. Christensenem v otázce rozpočtu na obranu Zahle s několika dalšími nespokojenci ze strany odešel a založil roku 1905 novou, pacifisticky orientovanou levicovou stranu, jejímž se stal prvním předsedou. V roce 1909 se postavil do čela menšinové vlády, ale za rok musel rezignovat, po jasné volební porážce. Od roku 1911 byl starostou města Stege. V roce 1913 vytvořil nový menšinový kabinet, který podpořili sociální demokraté. Ten vládl až do roku 1920. V tomto období připravil nový zákon, který prvně uznal Island za samostatnou jednotku, jež je v personální unii s Dánskem. V době první světové války jeho hlavním cílem bylo udržet Dánsko neutrální, což se mu podařilo. Po válce čelil kritice, že Dánsko bylo vůči poraženému Německu příliš přátelské. Navíc se objevila otázka navrácení Šlesvicka Dánsku. Zahle odmítl kvůli sporům o tuto věc vypsat nové volby, načež byl králem Kristiánem X. odvolán z funkce. To vyvolalo tzv. Velikonoční krizi, neboť levice (včetně sociální demokracie) viděla toto odvolání jako neústavní. Na post premiéra už se Zahle nikdy nevrátil, ale vrátil se do vlády, kterou sestavili po roce 1929 sociální demokraté pod vedením Thorvalda Stauninga. Po celý život byl též novinářem, začínal v deníku Politiken, od roku 1936 do roku 1945 pak byl členem jeho představenstva.